# IC 987
IC 987 ist eine Spiralgalaxie vom Hubble-Typ S? im Sternbild Bärenhüter am Nordsternhimmel. Sie ist schätzungsweise 189 Millionen Lichtjahre von der Milchstraße entfernt.
Das Objekt wurde am 27. Juli 1892 von dem französischen Astronomen Stéphane Javelle entdeckt.